# Amatörradiocertifikat
Amatörradiocertifikat är ett bevis på genomgånget och godkänt kunskapsprov för att få använda amatörradiosändare.

## Juridisk bakgrund
Innan amatörradio fick internationell legal status 1927 krävdes inga kompetensprov för radioamatörer, utom i en del länder. I Sverige  kunde radioamatörer tilldelas ett tillstånd att både inneha och använda radiosändare utan att ha avlagt några prov 1924-1929, och efter 1929 endast ett telegrafiprov.
Efterkrigsbestämmelserna kom att utvidgas och skärpas, och en internationell praxis vilken var modellerad efter yrkesradion kom att utformas.
Där förutsattes ett personligt "kompetensbevis" för operatören, det egentliga certifikatet, samt ett tillstånd att etablera och inneha själva sändaranläggningen med vidhängande anropssignal, "stationslicensen" eller i Sverige "tillståndsbeviset". 
Utfärdandet av tillståndsbeviset och tilldelningen av en registrerad anropssignal för stationen förutsatte att ett certifikat fanns. Tillståndsbeviset var oftast förenat med en årlig avgift, och kunde återkallas.
Ofta kom begreppen att sammanblandas, och både "certifikat" och "tillståndsbevis" kallades omväxlande för "licens".
Fram till 1990-talet behölls denna distinktion, men ett tilltagande ointresse från myndigheterna för amatörradio tillsammans med rationaliseringssträvanden gjorde att de båda dokumenten kom att kombineras till ett.

## Tidslinje
Radioamatörcertifikat i Sverige har sedan år 1946 kronologiskt utfärdats av
- Telegrafverket 1946–1953
- Televerket 1953–1993
- Post- och telestyrelsen (PTS) 1993–2004
- Sveriges Sändareamatörer (SSA) 2004–nutid

Innan andra halvan av 1946 när de svenska efterkrigsbestämmelserna för amatörradio, Telegrafverkets Författningssamling serie B:53, aviserades, fanns formellt sett inga amatörradiocertifikat, utan en svensk radioamatör var innehavare av en "koncession" att inneha och använda radiosändare. Koncessionerna hade beviljats av Regeringen eller "Kungl. Maj:t" i konselj och kallades därför ofta för "Kungabrev". 
Förkrigstillstånden hade inte heller några formella kunskapskrav, förutom det telegrafiprov i 50-takt vilket infördes 1929 som en konsekvens av de nya bestämmelserna i 1927 års Atlantic City-radioreglemente.
När amatörradio åter tilläts i Sverige 11 mars 1946 efter krigsårens sändningsförbud var detta enligt övergångsbestämmelsen att de tidigare tillståndsinnehavarna (c:a 400) återfick rätten att sända, men även att deras temporära tillstånd förlorade sin giltighet 1 januari 1947.
Den som önskade fortsätta efter detta datum blev därför tvungen att avlägga nya prov i telegrafi, teknik och reglementen enligt principer fastlagda i 1938 års Kairo-radioreglemente, vilka även anpassats efter den nya roll som amatörradion förväntades få efter kriget.
När SSA utfärdade radioamatörcertifikat framgick det inte av lagen vem som rättsligt var ansvarig, eftersom ingen myndighet hade övergripande ansvar. Lagen om elektronisk kommunikation ändrades därför den 1 juli 2011. Efter lagändringen fick PTS ansvaret för amatörradiofrågorna, och möjligheten att delegera ansvaret. PTS har delegerat ansvaret till de två rikstäckande organisationer som nu har rätten att anordna prov och utfärda kunskapsbevis.
- Sveriges Sändareamatörer, SSA
- Frivilliga Radioorganisationen, FRO.

Registerhållning och tilldelning av anropssignaler utförs av SSA och FRO.
Tillsammans med amatörradiocertifikatet får den examinerade också sin unika anropssignal, vilken i Sverige vanligen börjar med prefixen SM eller SA, följt av en distriktssiffra (0–7), och två eller tre bokstäver (suffix).
Förr angavs anropssignalen i en särskilt dokument, "tillståndsbeviset", men numera anges den direkt på certifikatet. Gamla utfärdade licenser och certifikat gäller dock under innehavarens livstid, oavsett det eventuella utgångsdatum som står tryckt på licensen, vilket ställt till en del problem internationellt. Därför finns det numera ett förklaringsbrev från PTS att ta med sig på utlandsresan.
Provet för certifikat i Sverige bestod ursprungligen av tre delar:
1. Teoretisk del avseende kunskap i allmän ellära samt radioteknik.
2. Kännedom om trafikmetoder, reglemente och internationella bestämmelser.
3. Kunskap i telegrafering, handsändning och hörselmottagning, med morsealfabetet. Detta krav avskaffades i Sverige 2004, men finns fortfarande kvar i en del länder för att få tillgång till kortvågsfrekvenser.